# Nucras scalaris
Espèce
Statut de conservation UICN

 DD  : Données insuffisantes
Nucras scalaris est une espèce de sauriens de la famille des Lacertidae.

## Répartition
Cette espèce est endémique d'Angola.

## Publication originale
- Laurent, 1964 : Reptiles et batraciens de l'Angola (troisième note). Companhia de Diamantes de Angola (Diamang), Serviços Culturais, Museu do Dundo (Angola), vol. 67, p. 1-165.